# Euphorbia cibdela
Euphorbia cibdela är en törelväxtart som beskrevs av Nicholas Edward Brown. Euphorbia cibdela ingår i släktet törlar, och familjen törelväxter. Inga underarter finns listade i Catalogue of Life.